# 韩朝鼎墓
韩朝鼎墓，位于中国福建省霞浦县沙江镇水潮村后井前洋自然村，为一个霞浦县级文物保护单位，类型为古墓葬，公布时间为2020年10月。
韩朝鼎墓建于清朝乾隆三十二年（1767年），墓主韩朝鼎为当时霞浦县富商之一，该墓葬由梅洋村民委员会和韩氏宗族负责维护。